# انریکه کوستا
انریکه کوستا دا سیلوا (پرتغالی: Henrique Costa da Silva؛ زادهٔ ۲۳ آوریل ۱۹۹۵) بازیکن فوتسال برزیلی‌تبار اهل ارمنستان است.

## باشگاهی
از باشگاه‌هایی که در آن بازی کرده‌است می‌توان به باشگاه فوتسال آرمنیا تراول اشاره کرد.

## تیم ملی
وی همچنین در تیم ملی فوتبال تیم ملی فوتسال ارمنستان بازی کرده‌است.